# 화이트 타워

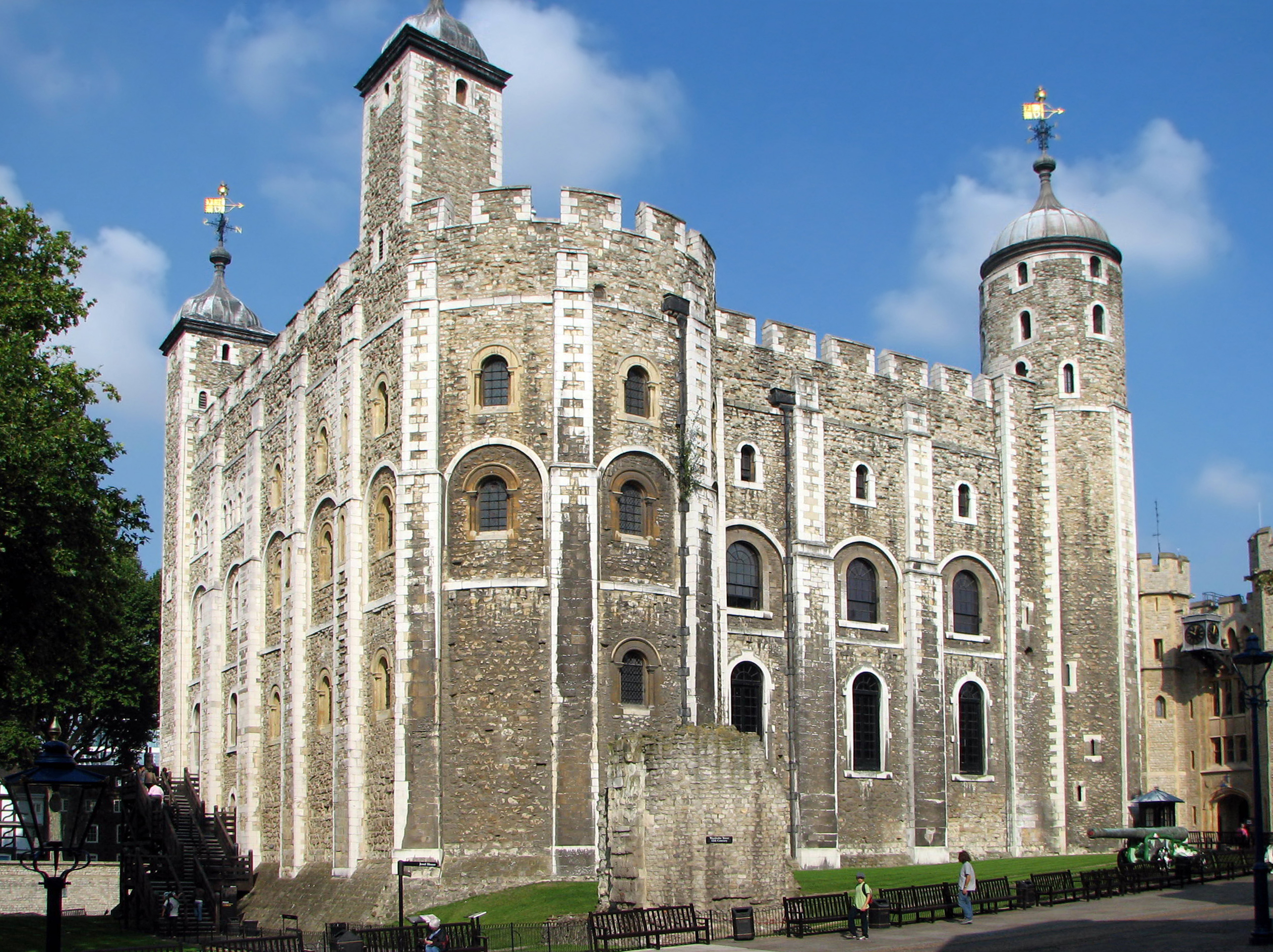
화이트 타워

화이트 타워(White Tower)는 영국 런던의 런던탑 중앙에 있는 높이 28m의 탑으로 11세기에는 런던에서 가장 높은 건물이었다. 화이트 타워라는 이름은 헨리 3세가 이 탑을 흰색으로 칠한 데서 유래했다.